# حسين كارانديش
حسين كارانديش (بالفارسية: حسین کاراندیش) هو لاعب كرة سلة إيراني. مثّل منتخب بلاده. شارك في دورة الألعاب الأولمبية الصيفية سنة 1948.

## روابط خارجية
- حسين كارانديش على موقع الاتحاد الدولي لكرة السلة (الإنجليزية)
- حسين كارانديش على موقع سبورتس رفرنس (الإنجليزية)
- حسين كارانديش على موقع أوليمبيديا (الإنجليزية)